# Aminta Buenaño
Aminta Buenaño Rugel (sinh tại Santa Lucía Canton, tỉnh Guayas, 1958) là một nhà văn và chính trị gia người Ecuador.
Cô đã làm việc cho ấn phẩm El Universo, ở Guayaquil. Năm 2007, cô gia nhập Hội đồng lập hiến ở Ecuador, với tư cách là thành viên của Liên minh PAIS. Bà là phó chủ tịch quốc hội. Cô cũng đã giúp viết Hiến pháp năm 2008 của Ecuador. Cô được bổ nhiệm vào năm 2011 với tư cách là đại sứ của Ecuador tại Tây Ban Nha và vào năm 2014 với tư cách là đại sứ tại Nicaragua.

## Giải thưởng
- Giải thưởng truyện ngắn quốc tế Jauja de Valladolid (1979).
- Giải thưởng truyện ngắn quốc gia Diario El Tiempo.

## Công trình
- La mansión de los sueños (Guayaquil, 1985)
- La otra piel (Guayaquil, 1992)
- Thần thánh (2006)

Hợp tuyển
- Soones ecuatorianas en el relato (1988)
- Primera Bienal del Cuento Cheatoriano "Pablo Palacio" (Quito, 1991)
- Veintiún cuentistas ecuatorianos (Quito, 1996)
- Antología de narradoras ecuatorianas (Quito, 1997)
- 40 cuentos ecuatorianos (Quito, 1997)
- Antología básica del cuento ecuatoriano (Quito, 1998)